# Forest McNeir
Forest Waldemar McNeir (Washington DC, 16 d'agost de 1875 – Houston, Texas, 9 de maig de 1957) va ser un tirador estatunidenc que va competir a començaments del segle xx.
El 1920 va prendre part en els Jocs Olímpics d'Anvers, on disputà la prova de la fossa olímpica per equips del programa de tir. En ella guanyà la medalla d'or.